# Lars Kaufmann
Lars Kaufmann (* 25. Februar 1982 in Görlitz) ist ein ehemaliger deutscher Handballspieler. Der 1,99 m große linke Rückraumspieler wurde 2007  mit der deutschen Nationalmannschaft Weltmeister. Seine extrem harten Würfe (bis zu 130 km/h) brachten ihm bei der HSG Wetzlar den Spitznamen „Lucky Luke“ ein.

## Karriere

### Verein
Lars Kaufmann begann das Handballspielen beim SV Koweg Görlitz. 1999 wechselte er zum 1. SV Concordia Delitzsch. Hier wurde er in der Saison 2003/04 sowie 2004/05 Torschützenkönig in der 2. Bundesliga. Mit seinen Toren hatte er einen großen Anteil am Bundesligaaufstieg von Delitzsch. Ab 2005 spielte er für die HSG Wetzlar. Ab Sommer 2007 spielte er zwei Jahre beim TBV Lemgo. Im Sommer 2009 wechselte Kaufmann zum Ligakontrahenten Frisch Auf Göppingen, mit dem er 2011 den EHF-Pokal gewann. Nach zwei Jahren in Göppingen spielte er ab der Saison 2011/12 für die SG Flensburg-Handewitt. Mit Flensburg gewann er 2012 den Europapokal der Pokalsieger. Aufgrund einer Knieverletzung verpasste Kaufmann die komplette Spielzeit 2013/14, in der Flensburg das Finale des DHB-Pokals erreichte sowie die EHF Champions League gewann. 2015 gewann er mit der SG den DHB-Pokal. Nach der Saison 2014/15 kehrte er zu Frisch Auf Göppingen zurück. Mit Göppingen gewann er 2016 und 2017 den EHF-Pokal. Lars Kaufmann beendete nach der Saison 2016/17 seine aktive Handballkarriere.

### Nationalmannschaft
Am 4. Januar 2003 gab er in Stuttgart sein Länderspieldebüt gegen die Ungarische Nationalmannschaft. Er war Mitglied der Deutschen Nationalmannschaft bei der Weltmeisterschaft 2007 und feierte mit dieser am 4. Februar 2007 den Weltmeistertitel mit einem Finalsieg gegen Polen. Für diesen Triumph wurde er mit dem Silbernen Lorbeerblatt ausgezeichnet.
Bei der Europameisterschaft 2008 erreichte er den 4. Platz mit dem DHB-Team. Er kam jedoch nur zu wenig Einsatzzeit und musste im kleinen Finale sogar als Kreisspieler agieren. Am 28. Januar 2008 wurde er jedoch vorläufig von Heiner Brand aus dem Kader geworfen, weil dieser mit Kaufmanns Leistung nicht zufrieden war. Mit einigen guten Leistungen in der Bundesliga konnte er sich dennoch ins Team zurückspielen. Bei der Weltmeisterschaft 2009 in Kroatien war Kaufmann wieder im Nationalteam gesetzt.

### Trainertätigkeit
Kaufmann war beim TSV Glücksburg 09 als Jugendtrainer tätig.

## Privates
Lars Kaufmann hat neben dem Handball BWL studiert und lebt in Glücksburg.